# Cyathula gregorii
Cyathula gregorii är en amarantväxtart som först beskrevs av Spencer Le Marchant Moore, och fick sitt nu gällande namn av Schinz. Cyathula gregorii ingår i släktet Cyathula, och familjen amarantväxter. Inga underarter finns listade i Catalogue of Life.